# Liga Deportiva de Colón
La Liga Deportiva de Colón es una liga regional de fútbol en la provincia de Buenos Aires, República Argentina. Tiene su sede en la calle 23 n.° 447 de la ciudad de Colón, y fue fundada el 18 de mayo de 1930. Su jurisdicción comprende al Partido de Colón, aunque también han participado en esta Liga clubes de Wheelwright, Provincia de Santa Fe.
La Liga está afiliada a la Asociación del Fútbol Argentino a través de su ente rector del fútbol indirectamente afiliado, el Consejo Federal del Fútbol Argentino. Esto permite a los campeones de la Liga competir en el Torneo Regional Federal Amateur, que representa la cuarta categoría del fútbol argentino y abre la vía para el ascenso a categorías que desembocan en la Primera División. Para la edición 2023/24, sin embargo, la Liga no presenta clubes que la representen.

## Historia
Al igual que muchas Ligas regionales, la Liga Deportiva de Colón se formó a partir de la necesidad de varios clubes de la región de organizar de forma coherente campeonatos de fútbol. Fue así que un 18 de mayo de 1930, directivos de los clubes Sportivo Barracas, Racing, Hispano Argentino, Porteño y 9 de Julio con el firme propósito de agruparse en una entidad como una necesidad ineludible para la disciplina y organización del deporte en Colón. Su primer presidente fue Tomás Reynoso. A los clubes fundadores se les sumaron los clubes Plus Ultra de Estación Sarasa, Atlético Wheelwright y El Arbolito.
Su primer torneo se desarrolló con poco tiempo ya que, mientras se desenvolvían los hechos que culminaron en la creación de la Liga, se estaba disputando un torneo paralelo llamado "Copa de los Vascos". Debido a la poca disponibilidad horaria, el primer torneo, que fue dividido en dos zonas otorgó el campeonato a los vencedores de ambas zonas, Barracas y Wheelwright respectivamente.
A partir del año 2005, debido a la imposición del Consejo Federal para que las Ligas tengan un mínimo de equipos, la Liga Deportiva de Colón comenzó a organizar torneos en conjunto con otras Ligas. Primero fue la unión deportiva de cuatro Ligas junto a la Liga Deportiva de Fútbol de Rojas, la Liga de Fútbol de Salto y la Liga de Fútbol de Pergamino. Estos torneos duraron 5 años. En 2010 la Liga de Pergamino se abre de la unión regional, y las Ligas restantes se unieron a la Unión Regional que ya llevaban adelante con éxito la Liga Deportiva del Oeste, la Liga Deportiva de Chacabuco, la Liga Bragadense de Fútbol y la Liga Deportiva de General Arenales. Esta unión tuvo un éxito relativo en los años posteriores, aún con la salida de la Liga Bragadense por cuestiones internas de la propia Liga en 2012. La Liga Deportiva de Colón intervino en la misma hasta el año 2015 inclusive, cuando se traspasó a la Unión Regional de las Ligas de Rojas y General Arenales (que se habían abierto de la unión regional la temporada anterior). Luego General Arenales y Vedia se abrieron, y las Ligas de Rojas y Colón organizaron torneos en conjunto hasta el año 2019. El año 2020 tuvo a las Ligas de Colón y General Arenales organizando un torneo en conjunto, y habían conseguido disputar la primera fecha cuando la pandemia obligó al parado de todos los torneos, y a la posterior disolución del torneo y de la alianza. En 2022 el torneo Rojas-Colón fue revivido, y en 2023 se firmó un acuerdo entre ambas Ligas para que estos torneos se disputen durante 10 años. En 2023 la Unión Regional Seis Ligas también fue revivida, y la Liga de Colón fue integrada en la misma, junto a las Ligas de Junín, Chacabuco, General Arenales, Rojas y Pergamino.
En el año 2011 la Liga reformó su estatuto.

## Clubes destacados
- Sportivo Barracas: Disputó las ediciones 2013/14, 2016 (complementario) y 2017 del Torneo Federal B al igual que las ediciones 2013/14 y 2016/17 de la Copa Argentina de Fútbol. Es, además, el máximo campeón de la Liga, con 32 campeonatos contabilizados entre las temporadas 1930 y 2022.

## Clubes registrados

### Clubes activos de fútbol masculino en 2023
Los siguientes clubes presentaron divisiones de fútbol masculino en el Torneo Clausura 2023:
| Equipo                   | Ciudad | Primera | Reserva | Formativas | Notas                                                |
| ------------------------ | ------ | ------- | ------- | ---------- | ---------------------------------------------------- |
| Club Atlético 9 de Julio | Colón  | Si      | Si      | Si         | Jugó hasta la temporada 2022 con plantel femenino.   |
| Club Atlético El Fortín  | Colón  | Si      | Si      | Si         |                                                      |
| Club Sportivo Barracas   | Colón  | Si      | Si      | Si         | También ha jugado en la Liga de Fútbol de Pergamino. |
| Porteño Foot-Ball Club   | Colón  | Si      | Si      | Si         | También ha jugado en la Liga de Fútbol de Pergamino. |
| Racing Club              | Colón  | Si      | Si      | Si         |                                                      |

### Clubes activos de fútbol femenino en 2023
Los siguientes clubes presentaron divisiones de fútbol femenino en el Torneo Clausura 2023:
| Equipo                                     | Ciudad | Primera | Formativas | Notas                                                                             |
| ------------------------------------------ | ------ | ------- | ---------- | --------------------------------------------------------------------------------- |
| Club Atlético El Fortín                    | Colón  | Si      | Si         |                                                                                   |
| Club Colonial                              | Ferré  | Si      | Si         | Participa con sus divisiones masculinas en la Liga Deportiva de General Arenales. |
| Club Sportivo Barracas                     | Colón  | Si      | Si         |                                                                                   |
| Filial Colón del Club Atlético River Plate | Colón  | Si      | Si         | Utilizará el plantel que se desprendió del Club 9 de Julio.                       |
| Porteño Foot-Ball Club                     | Colón  | Si      | Si         |                                                                                   |
| Racing Club                                | Colón  | Si      | Si         |                                                                                   |

### Clubes inactivos
Los siguientes clubes han jugado en la Liga Deportiva de Colón, pero han sido desafiliados, han desaparecido o están jugando en otras ligas de la región.
| Equipo                                            | Ciudad               | Estado      | Notas                                                               |
| ------------------------------------------------- | -------------------- | ----------- | ------------------------------------------------------------------- |
| Círculo Italiano                                  | Colón                | Desafiliado |                                                                     |
| Club Atlético Boca Juniors                        | Rojas                | Desafiliado | Milita en la Liga Deportiva de Fútbol de Rojas.                     |
| Club Atlético Juncal                              | Juncal               | Desafiliado | Milita desde el 2024 en la Liga Deportiva del Sur (sede Alcorta) SF |
| Club Atlético Labordeboy                          | Labordeboy           | Desafiliado |                                                                     |
| Club Deportivo y Cultural Wheelwright             | Wheelwright          | Desafiliado | Intentó reingresar a la Liga en 2020.                               |
| Club Deportivo Unión                              | Las Carabelas        | Desafiliado | Milita en la Liga Deportiva de Fútbol de Rojas.                     |
| Club Instituto Residencial San Antonio (I.R.S.A.) | Wheelwright          | Desafiliado |                                                                     |
| Club Italo-Argentino Social y Deportivo           | Wheelwright          | Desafiliado | Milita en la Liga Deportiva del Sur.                                |
| Club Social El Arbolito                           | Estación El Arbolito | Desafiliado | Club fundador.                                                      |
| Club Sportivo Felipe Hughes                       | Hughes               | Desafiliado | Participa en la Liga Venadense de Fútbol.                           |
| Club Sportivo Pearsense                           | Pearson              | Desafiliado |                                                                     |
| Plus Ultra                                        | Estación Sarasa      | Desafiliado | Club fundador.                                                      |
| Sarmiento                                         | Colón                | Desafiliado |                                                                     |

## Historial de campeones
Los siguientes son los campeones de todos los torneos oficiales disputados en la Liga:

### Torneos locales por año
| Año  | Campeonato    | Ganador(es)                            | Ciudad               |
| ---- | ------------- | -------------------------------------- | -------------------- |
| 1930 | Único         | Sportivo Barracas Atlético Wheelwright | Colón Wheelwright    |
| 1931 | Único         | Porteño                                | Colón                |
| 1932 | Único         | Porteño Sportivo Barracas              | Colón                |
| 1933 | Único         | Sportivo Barracas                      | Colón                |
| 1934 | Único         | Sportivo Barracas                      | Colón                |
| 1935 | Único         | Porteño                                | Colón                |
| 1936 | Único         | Porteño                                | Colón                |
| 1937 | Único         | Porteño                                | Colón                |
| 1938 | Único         | Hughes F.C.                            | Hughes               |
| 1939 | Único         | Racing Club                            | Colón                |
| 1940 | Único         | Racing Club                            | Colón                |
| 1941 | Único         | Hughes F.C.                            | Hughes               |
| 1942 | Único         | Hughes F.C.                            | Hughes               |
| 1943 | Único         | Racing Club                            | Colón                |
| 1944 | Único         | Racing Club                            | Colón                |
| 1945 | Único         | Racing Club                            | Colón                |
| 1946 | Único         | Racing Club                            | Colón                |
| 1947 | Único         | Racing Club                            | Colón                |
| 1948 | Único         | El Arbolito                            | Estación El Arbolito |
| 1949 | Único         | El Arbolito                            | Estación El Arbolito |
| 1950 | Único         | Racing Club                            | Colón                |
| 1951 | Único         | Sportivo Barracas                      | Colón                |
| 1952 | No se disputó | No se disputó                          | No se disputó        |
| 1953 | Único         | Sarmiento                              | Colón                |
| 1954 | Único         | Racing Club                            | Colón                |
| 1955 | Único         | 9 de Julio                             | Colón                |
| 1956 | Único         | Sportivo Barracas                      | Colón                |
| 1957 | Único         | Cultural                               | Wheelwright          |
| 1958 | Único         | El Arbolito                            | Estación El Arbolito |
| 1959 | Único         | Sportivo Barracas                      | Colón                |
| 1960 | Único         | Sportivo Barracas                      | Colón                |
| 1961 | Único         | Sportivo Barracas                      | Colón                |
| 1962 | Único         | Pearsense                              | Pearson              |
| 1963 | Único         | El Fortín                              | Colón                |
| 1964 | Único         | Alfonzo                                | Manuel Alfonzo       |
| 1965 | Único         | 9 de Julio                             | Colón                |
| 1966 | Único         | Atlético Juncal                        | Juncal               |
| 1967 | Único         | Sportivo Barracas                      | Colón                |
| 1968 | Único         | Sportivo Barracas                      | Colón                |
| 1969 | Único         | Porteño                                | Colón                |
| 1970 | Único         | Sportivo Barracas                      | Colón                |
| 1971 | Único         | Porteño                                | Colón                |
| 1972 | Único         | I.R.S.A.                               | Wheelwright          |
| 1973 | Único         | I.R.S.A.                               | Wheelwright          |
| 1974 | Único         | Pearsense                              | Pearson              |
| 1975 | Único         | Racing Club                            | Colón                |
| 1976 | Único         | Sportivo Barracas                      | Colón                |
| 1977 | Único         | Sportivo Barracas                      | Colón                |
| 1978 | Único         | Sportivo Barracas                      | Colón                |
| 1979 | Único         | Porteño                                | Colón                |
| 1980 | Único         | Sportivo Barracas                      | Colón                |
| 1981 | Único         | Porteño                                | Colón                |
| 1982 | Único         | Sportivo Barracas                      | Colón                |
| 1983 | Único         | Sportivo Barracas                      | Colón                |
| 1984 | Único         | Sportivo Barracas                      | Colón                |
| 1985 | Único         | Racing Club                            | Colón                |
| 1986 | Único         | Racing Club                            | Colón                |
| 1987 | Único         | Sportivo Barracas                      | Colón                |
| 1988 | Único         | Hughes F.C.                            | Hughes               |
| 1989 | Único         | Hughes F.C.                            | Hughes               |
| 1990 | Único         | Hughes F.C.                            | Hughes               |
| 1991 | Único         | Sportivo Barracas                      | Colón                |
| 1992 | Único         | Racing Club                            | Colón                |
| 1993 | Único         | Boca Juniors                           | Rojas                |
| 1994 | Único         | Sportivo Barracas                      | Colón                |
| 1995 | Único         | Unión                                  | Las Carabelas        |
| 1996 | Apertura      | Porteño                                | Colón                |
| 1996 | Clausura      | Sportivo Barracas                      | Colón                |
| 1997 | Único         | Hughes F.C.                            | Hughes               |
| 1998 | Único         | Hughes F.C.                            | Hughes               |
| 1999 | Único         | Porteño                                | Colón                |
| 2000 | Único         | Racing Club                            | Colón                |
| 2001 | Único         | Sportivo Barracas                      | Colón                |
| 2002 | Único         | Sportivo Barracas                      | Colón                |
| 2003 | Único         | El Fortín                              | Colón                |
| 2004 | Único         | Porteño                                | Colón                |
| 2005 | No se disputó | No se disputó                          | No se disputó        |
| 2006 | Único         | Sportivo Barracas                      | Colón                |
| 2007 | Único         | Racing Club                            | Colón                |
| 2008 | Único         | Racing Club                            | Colón                |
| 2009 | Único         | Racing Club                            | Colón                |
| 2010 | Único         | Racing Club                            | Colón                |
| 2011 | Único         | Sportivo Barracas                      | Colón                |
| 2012 | Único         | Sportivo Barracas                      | Colón                |
| 2013 | Único         | Porteño                                | Colón                |
| 2014 | Único         | Porteño                                | Colón                |
| 2015 | Único         | Sportivo Barracas                      | Colón                |
| 2016 | Único         | Porteño                                | Colón                |
| 2017 | Único         | Racing Club                            | Colón                |
| 2018 | Único         | Sportivo Barracas                      | Colón                |
| 2019 | Único         | Racing Club                            | Colón                |
| 2020 | No se disputó | No se disputó                          | No se disputó        |
| 2021 | Único         | Sportivo Barracas                      | Colón                |
| 2022 | Único         | Sportivo Barracas                      | Colón                |
| 2023 | En disputa    | En disputa                             | En disputa           |

### Torneos locales por club vencedor
| Equipo                                                    | Ciudad                                                    | Total | Campeonatos |
| --------------------------------------------------------- | --------------------------------------------------------- | ----- | --- |
| Sportivo Barracas                                         | Colón                                                     | 32    | 1930, 1932, 1933, 1934, 1951, 1956, 1959, 1960, 1961, 1967, 1968, 1970, 1976, 1977, 1978, 1980, 1982, 1983, 1984, 1987, 1991, 1994, 1996, 2001, 2002, 2006, 2011, 2012, 2015, 2018, 2021, 2022 |
| Racing Club                                               | Colón                                                     | 20    | 1939, 1940, 1943, 1944, 1945, 1946, 1947, 1950, 1954, 1975, 1985, 1986, 1992, 2000, 2007, 2008, 2009, 2010, 2017, 2019                                                                         |
| Porteño                                                   | Colón                                                     | 15    | 1931, 1932, 1935, 1936, 1937, 1969, 1971, 1979, 1981, 1996 (Apertura), 1999, 2004, 2013, 2014, 2016                                                                                            |
| Hughes F.C.                                               | Hughes                                                    | 8     | 1938, 1941, 1942, 1988, 1989, 1990, 1997, 1998 |
| El Arbolito                                               | Estación El Arbolito                                      | 3     | 1948, 1949, 1958 |
| 9 de Julio                                                | Colón                                                     | 2     | 1955, 1965 |
| I.R.S.A.                                                  | Wheelwright                                               | 2     | 1972, 1973 |
| El Fortín                                                 | Colón                                                     | 2     | 1963, 2003 |
| Pearsense                                                 | Pearson                                                   | 2     | 1962, 1974 |
| Boca Juniors                                              | Rojas                                                     | 1     | 1993 |
| Unión                                                     | Las Carabelas                                             | 1     | 1995 |
| Atlético Wheelwright                                      | Wheelwright                                               | 1     | 1930 |
| Alfonzo                                                   | Manuel Alfonzo                                            | 1     | 1964 |
| Cultural                                                  | Wheelwright                                               | 1     | 1957 |
| Atlético Juncal                                           | Juncal                                                    | 1     | 1966 |
| Sarmiento                                                 | Colón                                                     | 1     | 1953 |
| Campeonatos desiertos/sin resolución/años sin campeonatos | Campeonatos desiertos/sin resolución/años sin campeonatos | 3     | 1952, 2005, 2020 |

### Torneos interligas por año
| Edición                              | Ligas organizadoras | Campeón           | Ciudad    |
| ------------------------------------ | --- | ----------------- | --------- |
| 2005 Torneo de las Cuatro Ligas      | Liga Deportiva de Fútbol de Rojas, Liga de Fútbol de Salto, Liga Deportiva de Colón, Liga de Fútbol de Pergamino                                                                                          | Sports            | Salto     |
| 2006 Torneo de las Cuatro Ligas      | Liga Deportiva de Fútbol de Rojas, Liga de Fútbol de Salto, Liga Deportiva de Colón, Liga de Fútbol de Pergamino                                                                                          | Defensores        | Salto     |
| 2007 Torneo de las Cuatro Ligas      | Liga Deportiva de Fútbol de Rojas, Liga de Fútbol de Salto, Liga Deportiva de Colón, Liga de Fútbol de Pergamino                                                                                          | Sports            | Pergamino |
| 2008 Torneo de las Cuatro Ligas      | Liga Deportiva de Fútbol de Rojas, Liga de Fútbol de Salto, Liga Deportiva de Colón, Liga de Fútbol de Pergamino                                                                                          | Sportivo Barracas | Colón     |
| 2009 Torneo de las Cuatro Ligas      | Liga Deportiva de Fútbol de Rojas, Liga de Fútbol de Salto, Liga Deportiva de Colón, Liga de Fútbol de Pergamino                                                                                          | El Huracán        | Rojas     |
| 2010 Torneo de las Siete Ligas       | Liga Deportiva del Oeste, Liga Deportiva de Chacabuco, Liga Bragadense de Fútbol, Liga Deportiva de General Arenales, Liga de Fútbol de Salto, Liga Deportiva de Colón, Liga Deportiva de Fútbol de Rojas | Defensores        | Salto     |
| 2011 Torneo de las Siete Ligas       | Liga Deportiva del Oeste, Liga Deportiva de Chacabuco, Liga Bragadense de Fútbol, Liga Deportiva de General Arenales, Liga de Fútbol de Salto, Liga Deportiva de Colón, Liga Deportiva de Fútbol de Rojas | Social            | Ascensión |
| 2012 Torneo de las Seis Ligas        | Liga Deportiva del Oeste, Liga Deportiva de Chacabuco, Liga Deportiva de General Arenales, Liga de Fútbol de Salto, Liga Deportiva de Colón, Liga Deportiva de Fútbol de Rojas                            | Jorge Newbery     | Junín     |
| 2013 Torneo de las Seis Ligas        | Liga Deportiva del Oeste, Liga Deportiva de Chacabuco, Liga Deportiva de General Arenales, Liga de Fútbol de Salto, Liga Deportiva de Colón, Liga Deportiva de Fútbol de Rojas                            | Social            | Ascensión |
| 2014 Torneo de las Seis Ligas        | Liga Deportiva del Oeste, Liga Deportiva de Chacabuco, Liga Deportiva de General Arenales, Liga de Fútbol de Salto, Liga Deportiva de Colón, Liga Deportiva de Fútbol de Rojas                            | Sportivo Barracas | Colón     |
| 2015 Torneo de las Cuatro Ligas      | Liga Deportiva del Oeste, Liga Deportiva de Chacabuco, Liga de Fútbol de Salto, Liga Deportiva de Colón                                                                                                   | Sportivo Barracas | Colón     |
| 2016 Torneo de las Tres Ligas        | Liga Deportiva de Fútbol de Rojas, Liga Deportiva de General Arenales, Liga Deportiva de Colón | El Huracán        | Rojas     |
| 2017 Torneo de las Tres Ligas        | Liga Deportiva de Fútbol de Rojas, Liga Deportiva de General Arenales, Liga Deportiva de Colón | Racing Club       | Colón     |
| 2018 Torneo Rojas / Colón            | Liga Deportiva de Fútbol de Rojas, Liga Deportiva de Colón | Sportivo Barracas | Colón     |
| 2019 Torneo Rojas / Colón            | Liga Deportiva de Fútbol de Rojas, Liga Deportiva de Colón | Sportivo Barracas | Colón     |
| 2020 Torneo General Arenales / Colón | Liga Deportiva de General Arenales, Liga Deportiva de Colón | Desierto          | Desierto  |
| 2022 Torneo Rojas / Colón            | Liga Deportiva de Fútbol de Rojas, Liga Deportiva de Colón | Sportivo Barracas | Colón     |
| 2023 Torneo Rojas / Colón            | Liga Deportiva de Fútbol de Rojas, Liga Deportiva de Colón | Argentino         | Rojas     |
| 2023 Torneo de las Seis Ligas        | Liga Deportiva del Oeste, Liga Deportiva de Chacabuco, Liga Deportiva de General Arenales, Liga Deportiva de Colón, Liga Deportiva de Fútbol de Rojas, Liga de Fútbol de Pergamino                        | Argentino         | Rojas     |

### Torneos interligas por club vencedor
| Equipo                                                    | Ciudad                                                    | Total | Campeonatos |
| --------------------------------------------------------- | --------------------------------------------------------- | ----- | --- |
| Sportivo Barracas                                         | Colón                                                     | 6     | 2008 (Cuatro Ligas), 2014 (Seis Ligas), 2015 (Cuatro Ligas), 2018 (Rojas/Colón), 2019 (Rojas/Colón), 2022 (Rojas/Colón) |
| Argentino                                                 | Rojas                                                     | 2     | 2023 (Rojas/Colón), 2023 (Seis Ligas)                                                                                   |
| Defensores                                                | Salto                                                     | 2     | 2006 (Cuatro Ligas), 2010 (Siete Ligas)                                                                                 |
| El Huracán                                                | Rojas                                                     | 2     | 2009 (Cuatro Ligas), 2016 (Tres Ligas)                                                                                  |
| Social                                                    | Ascensión                                                 | 2     | 2011 (Siete Ligas), 2013 (Seis Ligas)                                                                                   |
| Jorge Newbery                                             | Junín                                                     | 1     | 2012 (Seis Ligas) |
| Racing Club                                               | Colón                                                     | 1     | 2017 (Tres Ligas) |
| Sports                                                    | Pergamino                                                 | 1     | 2005 (Cuatro Ligas) |
| Sports                                                    | Salto                                                     | 1     | 2007 (Cuatro Ligas) |
| Campeonatos desiertos/sin resolución/años sin campeonatos | Campeonatos desiertos/sin resolución/años sin campeonatos | 1     | 2020 |